# Кірк Джонсон
Кірк Джонсон (англ. Kirk Johnson; 29 червня 1972, Північний Престон, Нова Шотландія) — канадський професійний боксер.

## Аматорська кар'єра
На молодіжному чемпіонаті світу 1989 став чемпіоном.
На чемпіонаті світу 1991 програв у першому бою Феліксу Савону (Куба).
На Олімпійських іграх 1992 у першому бою переміг Джозефа Ахасамба (Кенія), а у чвертьфіналі програв Девіду Ізонритеї (Нігерія) — 5-9.

## Професіональна кар'єра
Після Олімпіади 1992 розпочав професійну кар'єру. Провів 33 переможних боя, у тому числі здобув перемоги нокаутом над майбутнім чемпіоном світу Олегом Маскаєвим (Росія) і одностайним рішенням над Ларрі Дональдом (США).
27 липня 2002 року зустрівся в бою з чемпіоном світу у важкій вазі за версією WBA Джоном Руїзом (США). У десятому раунді Джонсон був дискваліфікований за удари нижче пояса. Джонсон подав апеляцію на дискваліфікацію до WBA на тій підставі, що рефері помилявся, визнавши деякі удари виконаними із порушенням правил, і не діяв неупереджено, але WBA відхилила апеляцію.
6 грудня 2003 року зустрівся в бою з Віталієм Кличком (Україна) і програв технічним нокаутом в другому раунді.
Завершив виступи з рекордом 37–2–1-1 (27 КО).